# Liederfest (Estland)

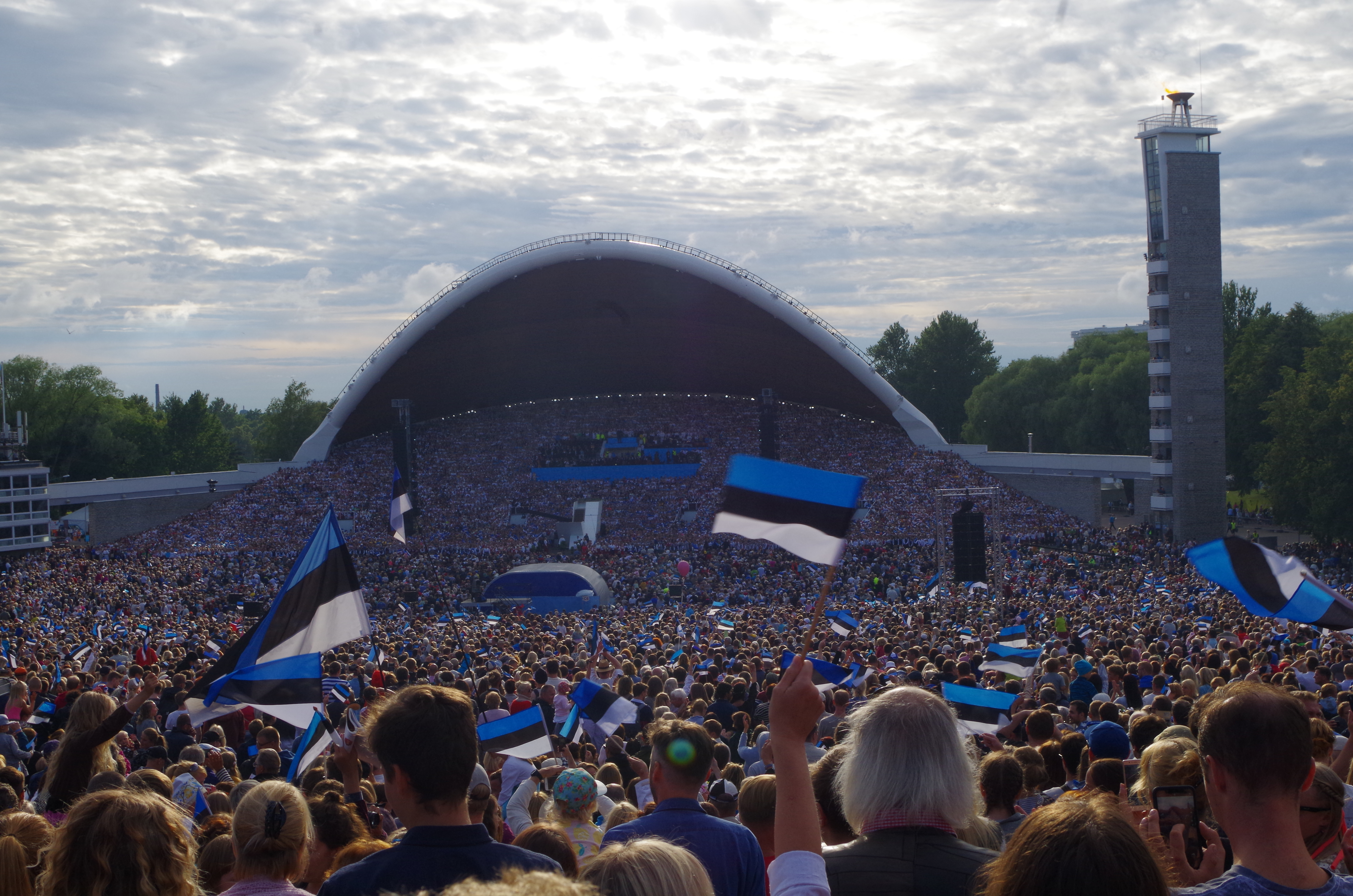
XXVII. Estnisches Liederfest in Tallinn (7. Juli 2019)

Die Tradition des estnischen Liederfests (estnisch üldlaulupidu) wurde 1869 begründet. Sie ist im Kontext des Erstarkens eines estnischen Nationalbewusstseins zu sehen. Das estnische Liederfest findet derzeit alle fünf Jahre in Tallinn statt (nächste Veranstaltung: 2025, infolge Corona ein Jahr später). Beim Liederfest 2014 traten über 33.000 Sänger vor fast 153.000 Zuhörern auf. Der gemeinsame Chor bestand aus 22.000 Sängern. Das estnische Liederfest ist damit eine der größten Veranstaltungen für Laienchöre weltweit. 2003 wurden die estnischen, lettischen und litauischen Lieder- und Tanzfeste von der UNESCO als Meisterwerke des mündlichen und immateriellen Erbes der Menschheit anerkannt und 2008 in die Repräsentative Liste des immateriellen Kulturerbes der Menschheit aufgenommen.

## Geschichte der estnischen Liederfeste

### Anfänge

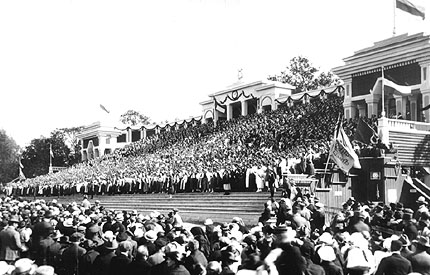
VIII. Liederfest 1923

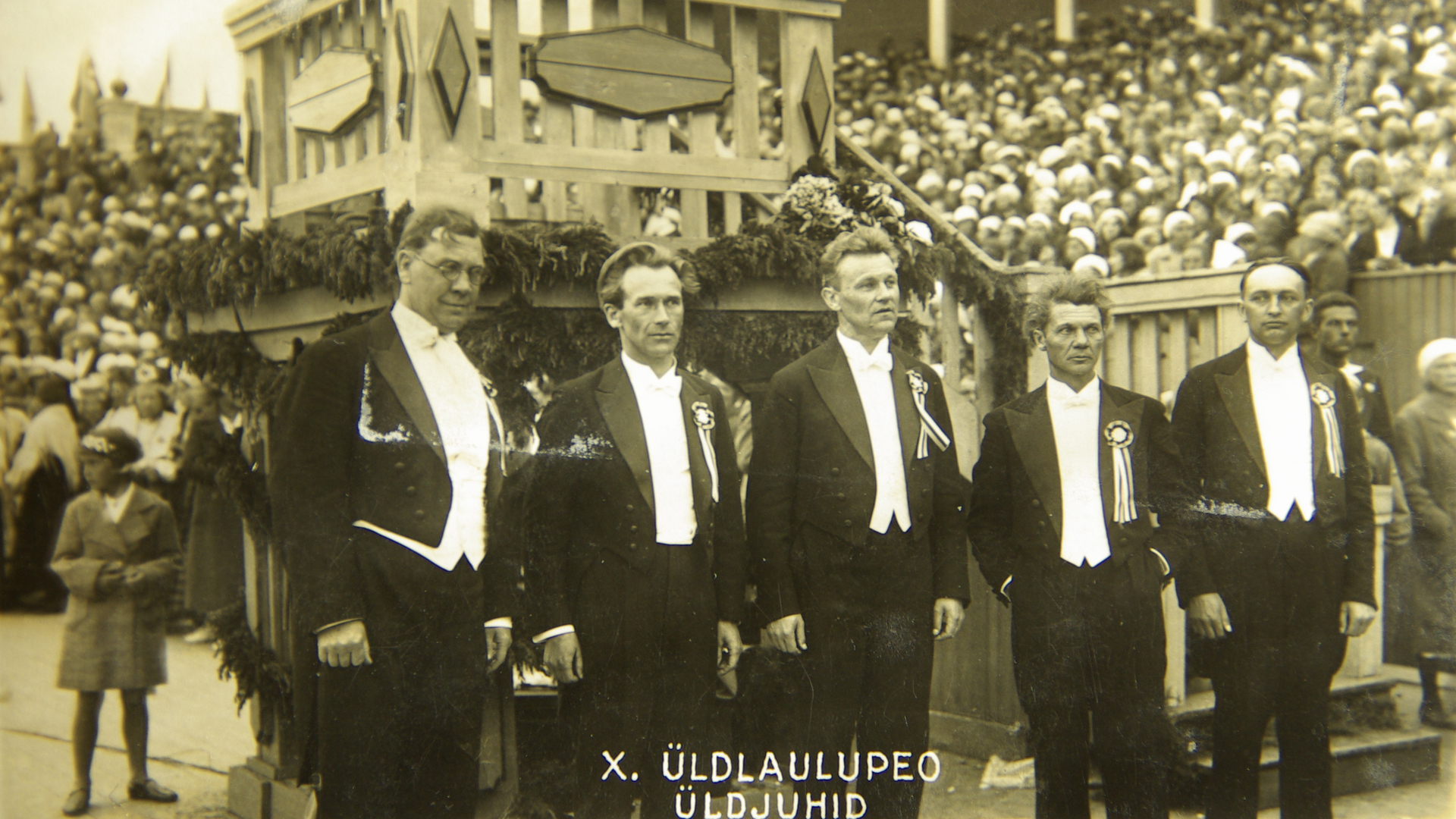
Die Leiter des X. Liederfests 1933. Von links: Raimund Kull, Tuudur Vettik, Juhan Aavik, Juhan Simm und Verner Nerep.

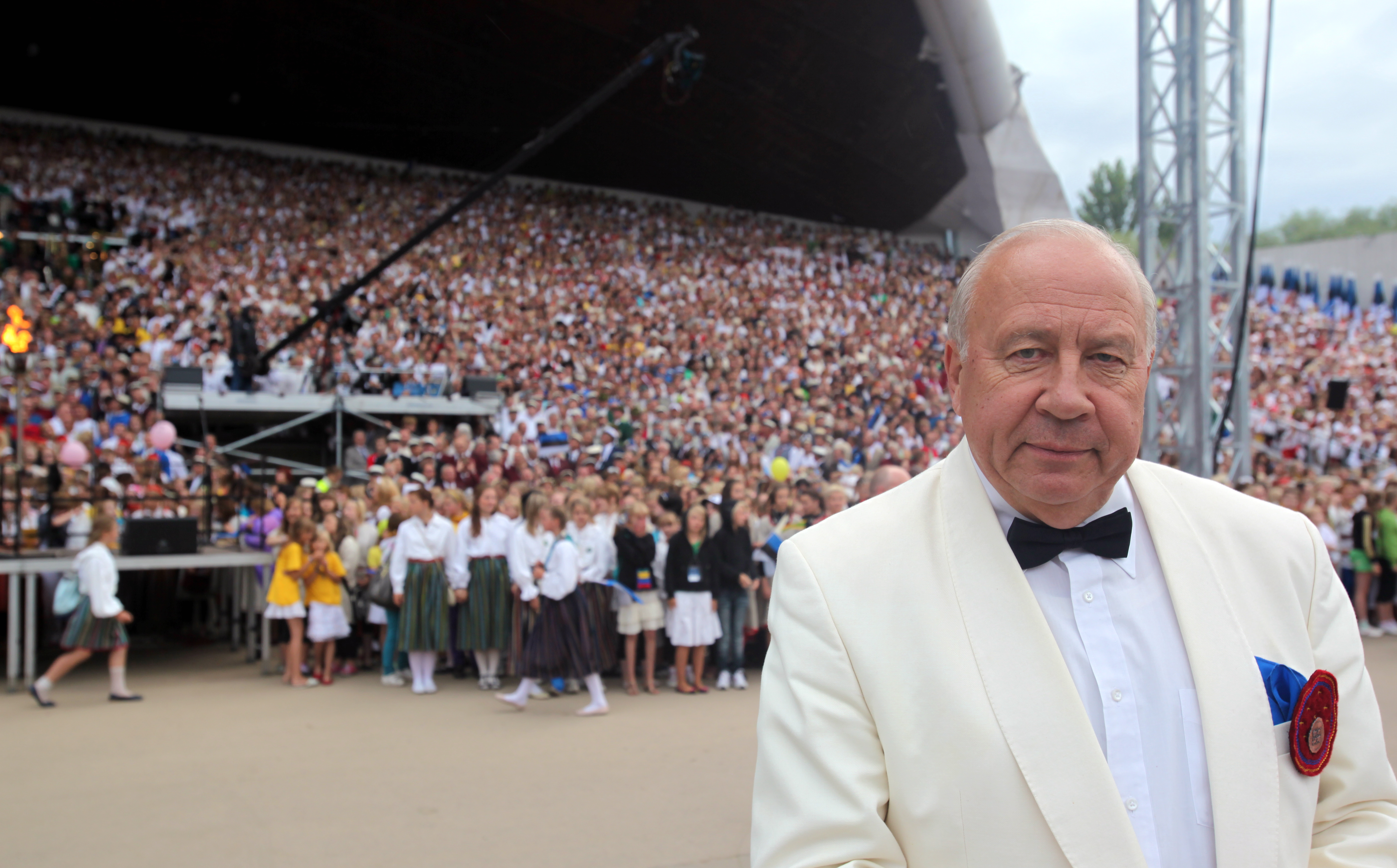
Der Dirigent Neeme Järvi auf dem XXV. Liederfest 2009

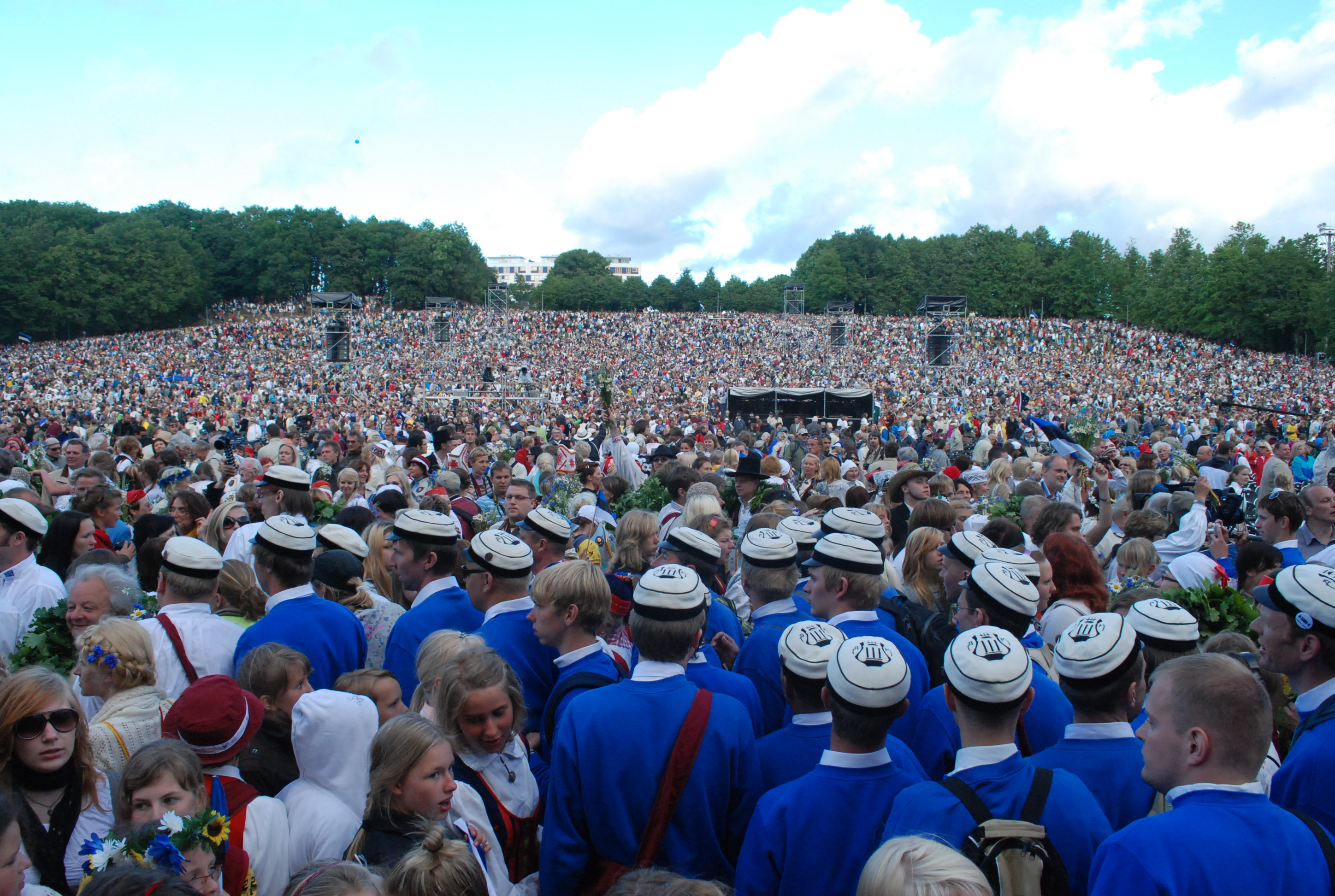
Zuschauer auf dem XXV. Liederfest 2009

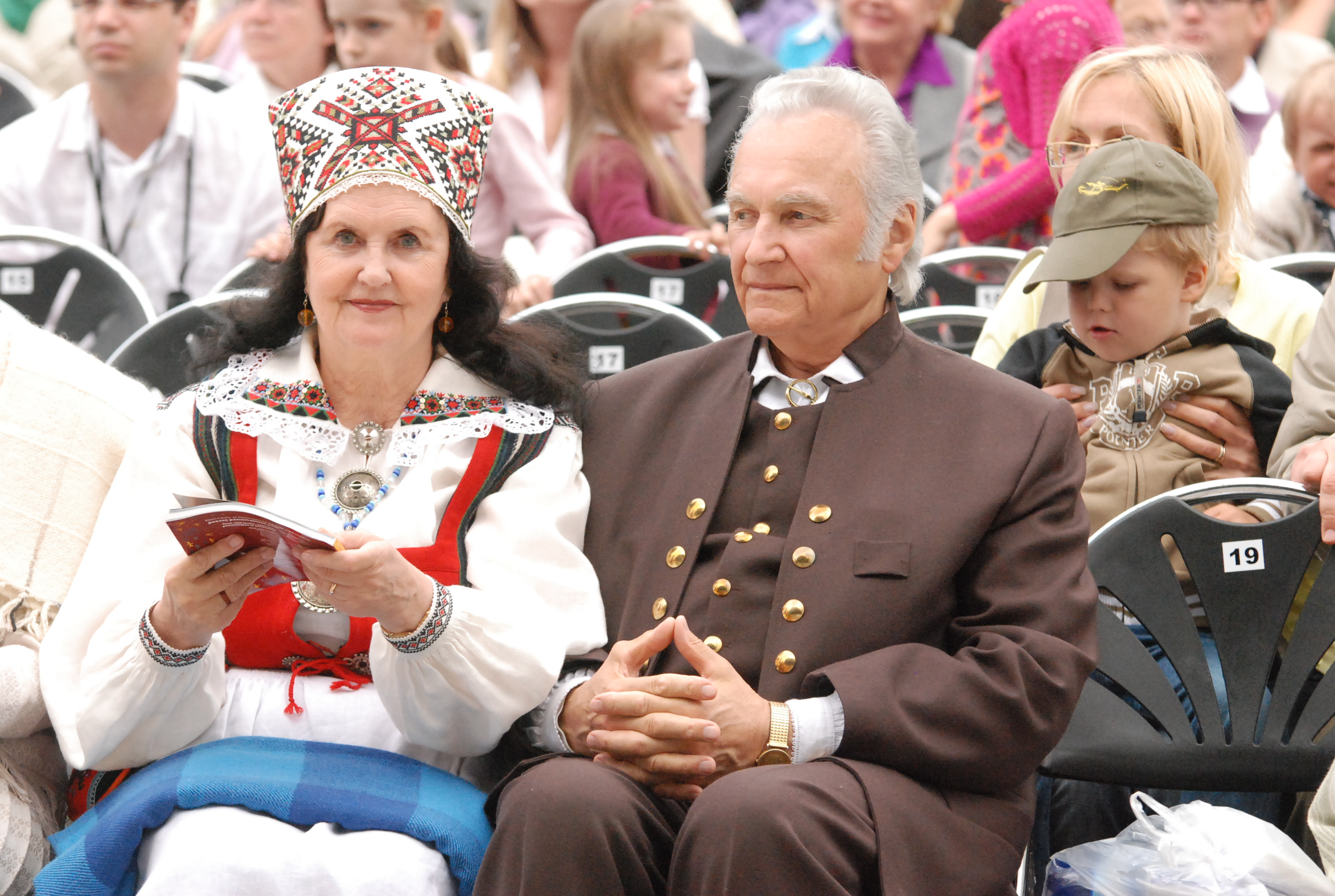
Der ehemalige Staatspräsident Arnold Rüütel mit seiner Ehefrau Ingrid in Tracht auf dem Liederfest 2009

Die Gesangstradition in Estland reicht weit in die vorschriftliche Zeit zurück. Zu den traditionellen Regilaulud („Reigenliedern“) der Esten kamen mit der mittelalterlichen Christianisierung geistliche Lieder hinzu. Sie wurden nach der Reformation in Estland von deutschen Pastoren ins Estnische übersetzt oder auch auf Estnisch verfasst. Für das Jahr 1828 ist in Laiuse der erste größere estnische Männerchor belegt.
Besonders die deutschbaltischen Liedertafeln waren seit der Gründung des Revaler Vereins für Männergesang, des ersten Gesangvereins in Estland, 1849 populär und aktiv. Das erste deutschbaltische Liederfest fand 1836 in Riga statt. 1857 folgte eine ähnliche Veranstaltung in Tallinn, an deren Vorbild sich estnische Kreise in der Zeit des sogenannten „Nationalen Erwachens“ der Esten orientierten.
Der erste estnische bzw. estnischsprachige Gesangverein, Revalia, wurde 1863 gegründet. Allerdings fehlte noch ein umfangreicheres Repertoire an estnischen Stücken, so dass meist deutsche Lieder gesungen wurden. 1865 folgten die einflussreichen Gesangvereine Estonia und Vanemuine, die eine eigenständigere estnische Chortradition mit Liedern in estnischer Sprache propagierten. Erste lokal begrenzte Zusammenkünfte von estnischen Sängern fanden unter anderem 1855 und 1857 in Põlva statt. 1863 folgte ein lokales Liederfest mit 500 Teilnehmern bei Anseküla, weitere in Jõhvi (1865) und Uulu (1867).

### Erstes estnisches Liederfest
Hauptinitiator und Leiter des ersten gesamtestnischen Liederfests war der Publizist Johann Voldemar Jannsen (1819–1890). Er verfolgte sein Ziel mit der Unterstützung eines einflussreichen Kreises um den Verein Vanemuine, dessen Vorsitzender Jannsen war. Im April 1867 beantragte der Verein bei den russischen Behörden erstmals die Genehmigung für ein großes estnisches Liederfest im livländischen Tartu. Offizieller Anlass war der 50. Jahrestag der Abschaffung der Leibeigenschaft in Livland durch den russischen Zaren 1819. Auf diese Weise erhofften sich die Veranstalter, zaristische und deutschbaltische Widerstände gegen die Abhaltung des estnischen Liederfests leichter überwinden zu können. Aber erst am 20. Februar 1869, nach mehrmaligen Interventionen estnischerseits in Sankt Petersburg und Riga, erteilten die russischen Behörden die Erlaubnis zu dem Fest, vier Monate vor dem geplanten Termin.
Nachdem auch wirtschaftliche Fragen gelöst werden konnten, fand das I. Liederfest im Sommer 1869 in Tartu statt. Bis zum III. Liederfest 1880 waren nur Männerchöre zugelassen. Daneben spielten auch Blasorchester. Der erste Tag war geistlichen Liedern gewidmet, der zweite weltlichen. Damals waren allerdings nur zwei wirklich estnische Lieder im Programm: „Mu isamaa on minu arm“ und „Sind surmani“, die beide von Aleksander Kunileid komponiert und von Lydia Koidula getextet worden waren. Daneben erklangen auch zwei finnische Stücke.
Etwa 850 Sänger und 15.000 Zuhörer nahmen am ersten Liederfest teil, eine beachtliche Anzahl für die damalige Zeit. Allerdings war Nordestland – unter anderem wegen damals noch fehlender Eisenbahnverbindungen – eher gering vertreten, die Insel Saaremaa gar nicht. Das erste estnische Liederfest hatte Ausstrahlung für die benachbarten Letten. 1873 begann die Tradition der nationalen Liederfeste auch in Lettland. In Litauen verhinderten die zaristischen Behörden Liederfeste aus Misstrauen nach dem litauischen Aufstand 1863. Das erste nationale litauische Liederfest fand erst 1924 nach Erlangung der staatlichen Unabhängigkeit statt.
1869 veranstalteten Esten weitere lokale Liederfeste, unter anderem in Kuressaare auf der Insel Saaremaa, in Tarvastu, Türi und Iisaku. Durch den Erfolg des ersten allgemeinen estnischen Liederfestes bestärkt, kam 1871 die Idee eines zweiten großen Liederfestes auf.

### Zunehmende Popularität
Das II. Liederfest war eigentlich für den Sommer 1875 vorgesehen. Es musste aber wegen ausstehender behördlicher Genehmigung und dann erneut nach Beginn des russisch-osmanischen Krieges von 1877 auf 1879 verschoben werden. Die Vorbereitungen waren von internen Streitigkeiten begleitet, die jedoch überwunden werden konnten.
Bereits im April 1877 waren die Noten für die 52 vorgesehenen Stücke gedruckt worden, allerdings kamen nicht alle zur Aufführung. Aufgeführt wurden erneut nur jeweils zwei estnische und finnische Lieder, die übrigen waren in deutscher Sprache. Noch gab es nicht genügend estnische Lieder, was sich in den kommenden Jahren aber ändern sollte.
Das III. Liederfest 1880 wurde erstmals in Tallinn veranstaltet, allerdings erneut unter großem Argwohn der russischen Behörden. Das IV. Liederfest 1891 fand in der Hochphase der Russifizierung Estlands statt. Es war offiziell dem zehnjährigen Thronjubiläum des russischen Zaren Alexander III. gewidmet. Von den 28 Stücken waren bereits dreizehn geistliche und neun weltliche Lieder estnische Kompositionen. 1894, beim V. Liederfest in Tartu stammten von 32 Stücken fünfzehn aus estnischer Hand. Beim VI. Liederfest 1896, das der Kaiserkrönung von Zar Nikolaus II. im selben Jahr gewidmet war, erklang erstmals zum Abschluss die spätere estnische Nationalhymne Mu isamaa, mu õnn ja rõõm und anschließend die russische Kaiserhymne.

### Anfang des 20. Jahrhunderts
1910, beim VII. Liederfest, dem letzten unter zaristischer Herrschaft, waren die Liederfeste bereits zu einer festen Einrichtung im estnischen Kulturkalender geworden. Die Zahl der Teilnehmer hatte sich seit 1869 mehr als verzehnfacht. Bis zum VI. Liederfest (1896) waren die Termine mit zaristischen Festtagen verbunden. Das I., II., IV. und V. Liederfest fand in Tartu statt, alle anderen in Tallinn.
Mit Erlangung der estnischen Unabhängigkeit 1918 wurden die Liederfeste zu einem zentralen Ausdruck der estnischen Nationalidentität im jungen estnischen Staat. Sie waren ein Ereignis von hoher politischer Bedeutung für die Einheit des Landes. Seit 1933 werden die Liederfeste auch im estnischen Rundfunk übertragen. Von 1923 bis 1938 organisierte der Estnische Sängerverband (Eesti Lauljate Liit) die Feste. 1934 kamen Tanzveranstaltungen hinzu, die das Liederfest bis heute begleiten. In der Zwischenkriegszeit, bis zur sowjetischen Besetzung Estlands im Jahre 1940, fanden vier Liederfeste statt.

### Sowjetische Besetzung
Während der sowjetischen Besetzung Estlands bis 1991 fanden zehn Liederfeste statt. Die Zeitspanne zwischen den Liederfesten betrug fünf Jahre. Eine Ausnahme war das Jubiläumsliederfest 1969. Damals trat der bislang größte Chor des estnischen Liederfests mit 24.500 Sängern auf.
1950 wurde die Nummerierung der Liederfeste als „antisozialistische Zählweise“ abgeschafft. Bei der Choreographie überließen die sowjetischen Behörden nichts dem Zufall. Ziel war die Instrumentalisierung des Liederfestes für die sowjetisch-kommunistische Propaganda. Daher traten auch Chöre der Roten Armee regelmäßig beim Liederfest auf. Die Organe der Estnischen SSR betrachteten die Liederfeste dennoch mit Argwohn und suchten bereits im Vorfeld, jegliche estnisch-nationalistische Tätigkeit zu unterbinden. Einige Lieder wie die estnische Nationalhymne „Mu isamaa, mu õnn ja rõõm“ (deutsch: „Mein Vaterland, mein Glück, meine Freude“) blieben gänzlich verboten. Ab 1947 mussten auch nichtestnische Lieder in das Programm aufgenommen werden.
Dennoch waren die estnischen Lieder eine Form des verdeckten Widerstands gegen die sowjetischen Machthaber, die der KGB nicht verhindern konnte. In der Zeit der sowjetischen Besetzung verstand sich Estland als „singende Nation“, deren Nationalbewusstsein in den estnischen Liedern kollektiv zum Ausdruck kam. Besonders das Schlusslied jeden Liederfestes, „Mu isamaa on minu arm“, zur Musik von Gustav Ernesaks (meist von ihm selbst dirigiert) und zum Text von Lydia Koidula wurde zu einer inoffiziellen Nationalhymne des besetzten Landes, zu dem sich alle Zuhörer erhoben.

### Wiedererlangung der estnischen Unabhängigkeit
1988 begann im Zeichen von Glasnost und Perestroika die sogenannte Singende Revolution. Tausende von Esten brachten auf dem Lauluväljak, dem Tallinner Sängerfeld, ihre Forderungen zu Gehör und sangen patriotische Lieder. Im Juni und Juli 1990 wurde das XXI. Liederfest zu einer mächtigen Demonstration des estnischen Strebens nach Selbständigkeit und Loslösung von der Sowjetunion. Die Nummerierung der Liederfeste wurde wieder eingeführt. Erstmals nahmen exilestnische Chöre am Liederfest teil. Die Mehrzahl der gesungenen Lieder stammte von estnischen Autoren. Zum letzten Mal dirigierte dort auch der populäre Gustav Ernesaks, der alle Liederfeste seit 1947 geleitet hatte. Im August 1991 erhielt Estland seine Unabhängigkeit wieder, die es 1940 verloren hatte.

### Liederfest heute
Das estnische Liederfest findet heute alle fünf Jahre in Tallinn statt. Zuletzt kamen am 5. und 6. Juli 2025 tausende Sänger zusammen. Das nächste Liederfest findet im Juli 2028 statt (Wegen der Coronapandemie konnte der Rhythmus nicht eingehalten werden). Gleichzeitig mit dem Liederfest wird das estnische Tanzfest (tantsupidu) abgehalten.

## Sängerplatz und Sängerbühne
Seit 1923 fand das Liederfest im Tallinner Stadtteil Kadriorg in der Nähe zur Ostseeküste statt. Die damalige neoklassizistische Bühne stammte von Karl Burmann. Seit 1928 findet das Liederfest an dem heutigen Ort an der Tallinner Bucht statt. Dort errichtete Karl Burmann zunächst eine Bühne für 15.000 Sänger auf dem Lauluväljak (wörtlich „Liederplatz“).
Die heutige Konstruktion einer Liedermuschel, der sogenannten Sängerbühne (Laululava), stammt von den estnischen Architekten Alar Kotli und Henno Sepmann. Die Anlage wurde in den Jahren 1957 bis 1960 errichtet. Die bis zu 15.000 Sänger versammeln sich auf einer bis zu 73 Meter breiten Treppenbühne, die aus akustischen Gründen von einem bis zu 32 Meter hohen Trossennetz in Form eines hyperbolen Paraboloids überspannt ist. Sie wiegt 80 Tonnen.

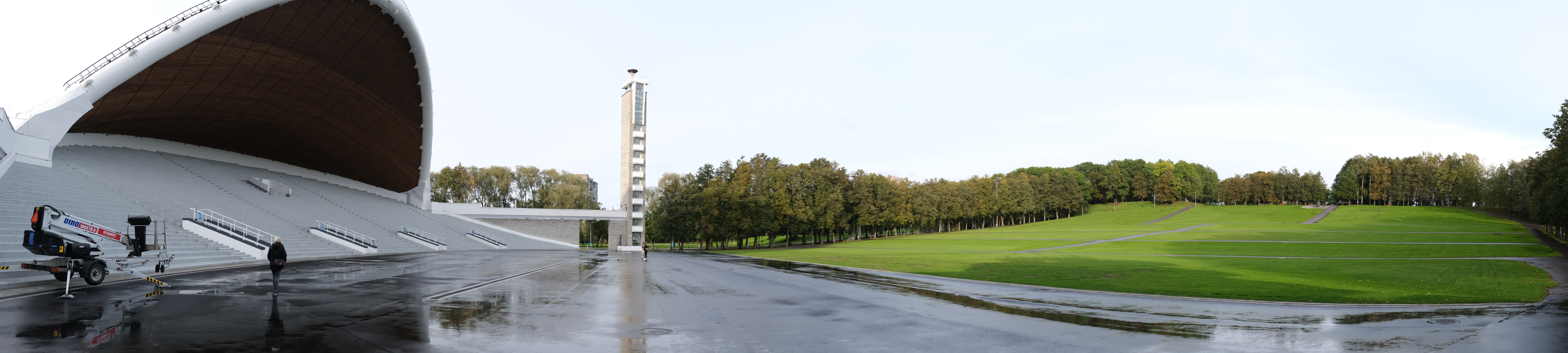
Sängerplatz Tallinn

An der Nordseite der Sängerbühne steht der 1969 zur Hundertjahrfeier des Liederfests eingeweihte 42 Meter hoher Turm von Allan Murdmaa, auf dessen Dach sich ein Feuer befindet, das zu Beginn des Liederfests entzündet wird.
Etwa eine halbe Million Zuschauer können vom Lauluväljak auf die Sängerbühne und die dahinter liegende Ostsee blicken. Das Zuschauerfeld steigt in Richtung des Stadtteils Lasnamäe an. Auf der Wiese steht das Denkmal für den Dirigenten und Komponisten Gustav Ernesaks (1908–1993) von Ekke Väli, das während des XXIV. Liederfestes 2004 eingeweiht wurde.

## Estnische Liederfeste
| Üldlaulupidu | Jahr | Zeitraum         | Ort     | Gruppen | Teilnehmer |
| ------------ | ---- | ---------------- | ------- | ------- | ---------- |
| I            | 1869 | 18.–20. Juni     | Tartu   | 51      | 845        |
| II           | 1879 | 20.–22. Juni     | Tartu   | 64      | 1272       |
| III          | 1880 | 11.–13. Juni     | Tallinn | 48      | 782        |
| IV           | 1891 | 15.–17. Juni     | Tartu   | 179     | 2700       |
| V            | 1894 | 18.–20. Juni     | Tartu   | 263     | 3951       |
| VI           | 1896 | 8.–10. Juni      | Tallinn | 410     | 5681       |
| VII          | 1910 | 12.–14. Juni     | Tallinn | 527     | 10.000     |
| VIII         | 1923 | 30. Juni–2. Juli | Tallinn | 386     | 10.562     |
| IX           | 1928 | 30. Juni–2. Juli | Tallinn | 436     | 15.049     |
| X            | 1933 | 23.–25. Juni     | Tallinn | 500     | 16.500     |
| XI           | 1938 | 23.–25. Juni     | Tallinn | 569     | 17.501     |
| XII          | 1947 | 27.–29. Juni     | Tallinn | 703     | 25.760     |
| XIII         | 1950 | 21.–23. Juni     | Tallinn | 1.106   | 31.907     |
| XIV          | 1955 | 20.–22. Juli     | Tallinn | 893     | 30.321     |
| XV           | 1960 | 19.–21. Juni     | Tallinn | 875     | 29.273     |
| XVI          | 1965 | 16.–18. Juni     | Tallinn | 690     | 25.806     |
| XVII         | 1969 | 27.–29. Juni     | Tallinn | 771     | 30.230     |
| XVIII        | 1975 | 19.–20. Juli     | Tallinn | 641     | 28.537     |
| XIX          | 1980 | 6.–7. Juli       | Tallinn | 627     | 28.969     |
| XX           | 1985 | 20.–21. Juli     | Tallinn | 677     | 26.437     |
| XXI          | 1990 | 30. Juni–1. Juli | Tallinn | 690     | 28.922     |
| XXII         | 1994 | 2.–3. Juli       | Tallinn | 811     | 25.802     |
| XXIII        | 1999 | 3.–4. Juli       | Tallinn | 856     | 24.875     |
| XXIV         | 2004 | 4.–5. Juli       | Tallinn | 850     | 22.759     |
| XXV          | 2009 | 4.–5. Juli       | Tallinn | 864     | 26.430     |
| XXVI         | 2014 | 4.–6. Juli       | Tallinn | 1.046   | 33.025     |
| XXVII        | 2019 | 6.–7. Juli       | Tallinn | 1.020   | 32.411     |
| XXVIII       | 2025 | 3.–6. Juli       | Tallinn |         |            |

## Lokale Sänger- und Tanzfeste
Neben dem nationalen Liederfest finden in Estland zahlreiche lokale Lieder- und Tanzfeste statt. Seit 1962 wird alle fünf Jahre ein Liederfest für Jugendchöre veranstaltet. Im Jahr 2000 fand ein gemeinsames estnisch-finnisches Liederfest statt. Seit dem Ende des Zweiten Weltkriegs werden auch Liederfeste der Auslandsesten veranstaltet, unter anderem 1946 in Altenstadt und 1947 in Augsburg, sowie in Schweden, den Vereinigten Staaten, Kanada, Australien und anderen Ländern.